# Koroški naddekanat
Koroški naddekanat je rimskokatoliški naddekanat Nadškofije Maribor. 
Naddekanat (naddekanija) je ozemeljsko zaokrožena skupnost dveh ali več dekanij, ki so v pastoralno enoto povezane z namenom, da skupaj načrtujejo in usklajeno pastoralno delujejo v vseh župnijah področja, ki je povezano zaradi geografskih, kulturnih, gospodarskih in upravnih danosti. Naddekanijo vodi naddekan, ki je izvoljen izmed duhovnikov znotraj določene naddekanije. 

## Zgodovina
Koroški naddekanat je bil ustanovljen 20. marca 2002 z reorganizacijo prešnjih štirih naddekanatov (I., II., III. in IV.) škofije Maribor.
Koroški naddekanat je do 7. aprila 2006, ko je bila škofija povišena v Nadškofijo Maribor, del škofije pa je postal območje novonastale Škofije Celje, združeval naslednje dekanije:
- Dekanija Dravograd - Mežiška dolina
- Dekanija Radlje - Vuzenica
- Dekanija Stari trg

Na spletni strani Nadškofije Maribor je objavljeno: »v smislu preoblikovanja pastoralnih struktur v mariborski nadškofiji mesta naddekanov v obdobju 2021 - 2026 niso zasedena.« 